# Georges Nikolaïevitch de Leuchtenberg
Ne doit pas être confondu avec Georges Maximilianovitch de Leuchtenberg.
Georges Nikolaïevitch de Leuchtenberg (en russe : Георгий Николаевич Лейхтенбергский), duc de Leuchtenberg (titre russe), est né le 28 novembre 1872 à Rome, en Italie, et mort le 9 août 1929 à Seeon, en Allemagne. Membre de la maison de Beauharnais, c'est un aristocrate, un militaire et un mémorialiste russe, lié au mouvement blanc.

## Famille
Georges Nikolaïevitch de Leuchtenberg est le deuxième fils du prince Nicolas Maximilianovitch de Leuchtenberg (1843-1891) et de son épouse morganatique Nadège Annenkova (ru) (1840-1891), titrée comtesse de Beauharnais par le tsar Alexandre II de Russie en 1878. Par son père, il est donc le petit-fils du prince franco-bavarois Maximilien de Leuchtenberg (1817-1852) et de son épouse la grande-duchesse Maria Nikolaïevna de Russie (1819-1876).
En 1895, Georges de Leuchtenberg épouse la princesse Olga Nikolaïevna Repnina-Volkonskaïa (1872-1953), fille du prince Nicolas Vasilevitch Repnin (ru) (1834-1918) et de son épouse la princesse Sophie Dimitrievna Volkonskaïa (1841-1875).
De ce mariage naissent six enfants :
- Hélène Georgevna de Leuchtenberg (1896-1977), duchesse de Leuchtenberg, qui épouse, en 1920, le compositeur Arkadj Ougritchitch-Trebinsky (1897-1982), d'où postérité ;
- Dimitri Georgevitch de Leuchtenberg (1898-1972), duc de Leuchtenberg, qui s'unit, en 1921, à Catherine Alexandrovna Arapova (1900-1991), fille d'Alexandre Viktorovitch Arapov (ru) (1872-1929), d'où postérité ;
- Nathalie Georgevna de Leuchtenberg (1900-1995), duchesse de Leuchtenberg, qui épouse, en 1924, le baron Vladimir Fyodorovitch Meller-Zakomelsky (1894-1962), neveu de Vladimir Vladimirovich Meller-Zakomelsky (ru) (1863-1920), sans postérité ;
- Tamara Georgevna de Leuchtenberg (1900-1995), duchesse de Leuchtenberg, qui s'unit, en 1933, à Constantin Gregorievitch Karanfilov (1905-1978), d'où postérité ;
- André Georgevitch de Leuchtenberg (1903-1919), duc de Leuchtenberg ;
- Constantin Georgevitch de Leuchtenberg (1905-1983), duc de Leuchtenberg, qui épouse la princesse Daria Alexeïevna Obolenski (1903-1982), fille du prince Alexis Dimitrievitch Obolenski (ru) (1855-1933) et nièce du prince Alexandre Dimitrievitch Obolenski (1847-1917), sans postérité masculine.

## Biographie

### Une situation familiale compliquée
Nés plusieurs années avant le mariage officiel de leurs parents, célébré seulement en 1878, le prince Georges et son frère aîné Nicolas sont longtemps présentés comme les pupilles de leur père, le duc Nicolas Maximilianovitch de Leuchtenberg. Considérés comme des enfants illégitimes par leur grand-oncle, le tsar Alexandre II de Russie, ce n’est qu’après la mort de celui-ci que leur statut est véritablement clarifié. Le 11 novembre 1890, le tsar Alexandre III leur confère en effet le titre russe de duc de Leuchtenberg avec le prédicat d’altesse, tout en confirmant leur exclusion de la famille impériale. Ils sont ensuite inscrits dans le registre de la noblesse de la province de Novgorod en 1897. Bien qu’aînés des descendants d’Eugène de Beauharnais, Georges et son frère arrivent donc, dans l’ordre du protocole, bien loin derrière les autres membres de la maison de Leuchtenberg, qui appartiennent, quant à eux, toujours à la famille impériale. 
Né en Italie, Georges grandit en exil au château de Stein (de), en Bavière. Élevé dans une atmosphère cosmopolite, il reçoit cependant une éducation profondément russe et considère l’Empire tsariste comme sa véritable patrie.

### Entre la Russie et l'Allemagne

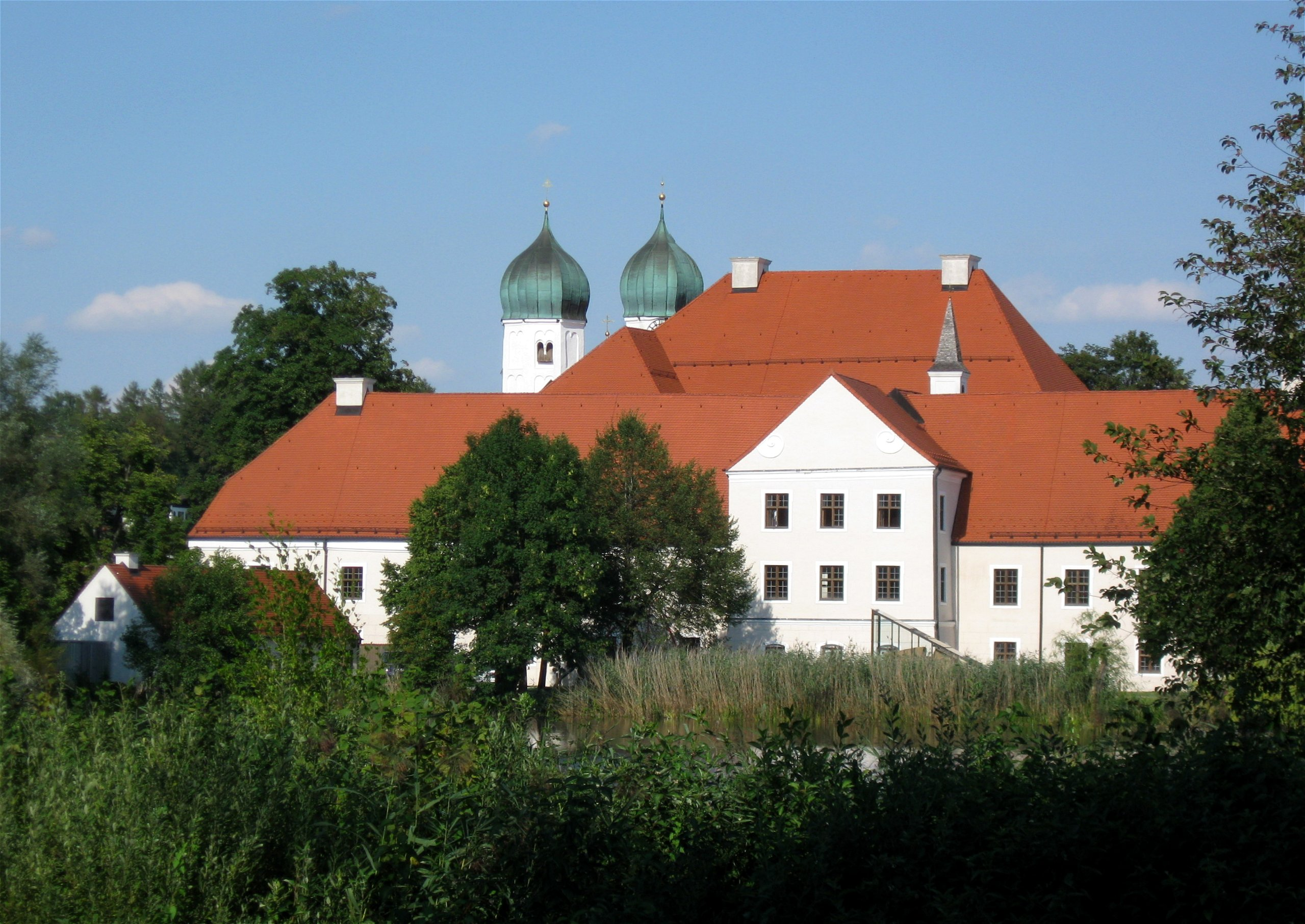
Le château de Seeon, en Bavière.

Après les décès successifs de ses parents (1891), Georges choisit de partir vivre en Russie avec son aîné. Bien accueillis par la haute société, les deux frères intègrent l'armée impériale et Georges devient capitaine dans le régiment de la garde à cheval. Le prince est par ailleurs élu président de la Société historique de Saint-Pétersbourg. Après son mariage avec la princesse Olga Nikolaïevna Repnina-Volkonskaya, il mène une vie confortable dans la capitale, où il loue un vaste appartement, dans lequel il expose les œuvres d'art héritées de sa famille (parmi lesquelles Sainte Catherine de Lorenzo Lotto, La Sainte famille de Palma Vecchio et Saint Jean-Baptiste de Bartolomé Esteban Murillo).
Souffrant de problèmes de jambe, Georges quitte l'armée après la Révolution russe de 1905. Il retourne alors vivre sur les terres de sa famille, en Allemagne. Avec son épouse et ses enfants, il s'installe dans un ancien monastère bénédictin transformé en château situé à Seeon, en Bavière. Le couple n'en conserve pas moins des liens étroits avec la Russie, et reçoit dans sa résidence de nombreuses familles de la haute société : Engelhardt, Moussine-Pouchkine, Yourievski ou Volkonski.
Durant son temps libre, Georges s'adonne à la recherche et écrit plusieurs ouvrages historiques consacrés aux Beauharnais et à l'armée impériale russe. Après la Guerre civile russe, il publie par ailleurs plusieurs documents relatifs au mouvement blanc.

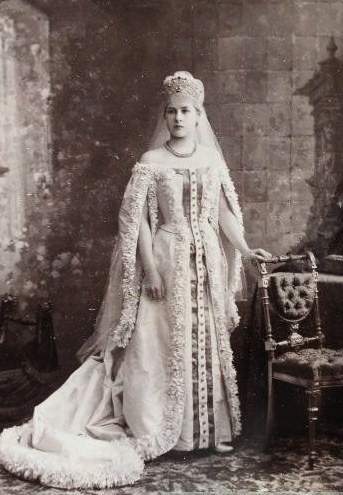
La princesse Olga, épouse de Georges.

### De la Première Guerre mondiale à la Guerre civile russe
Après l'éclatement de la Première Guerre mondiale, Georges et sa famille gagnent la Suisse, où ils mettent en sécurité leur fortune. Puis, ils gagnent la Russie, où ils sont reçus chez les Repnine. Le prince réintègre ensuite l'armée impériale, dans laquelle il sert sous les ordres du général Alexeï Broussilov.
Après l'éclatement de la Révolution russe de 1917, Georges parvient à fuir son pays avec ses deux aînés, Hélène et Dimitri. Sa femme et ses autres enfants sont cependant faits prisonniers et connaissent la faim et la misère. Une fois en sécurité, Georges parvient toutefois à faire exfiltrer l'essentiel de sa famille, qui rentre en Allemagne le 14 septembre 1920, grâce à l'argent mis en sécurité en Suisse au début du conflit mondial. Au cours de la Guerre civile, le prince a malgré tout la douleur de perdre l'un de ses fils, André, qui meurt à seize ans de la fièvre typhoïde après avoir rejoint les forces blanches.
Proche du hetman Pavlo Skoropadsky, Georges reçoit ensuite un passeport ukrainien, ce qui lui permet du récupérer le domaine de Seeon, mis sous séquestre par l'Empire allemand pendant la guerre. Cependant, le prince utilise sa fortune retrouvée pour soutenir le mouvement blanc et il est bientôt contraint de mettre en hypothèque son château.

### L'exil et la mort

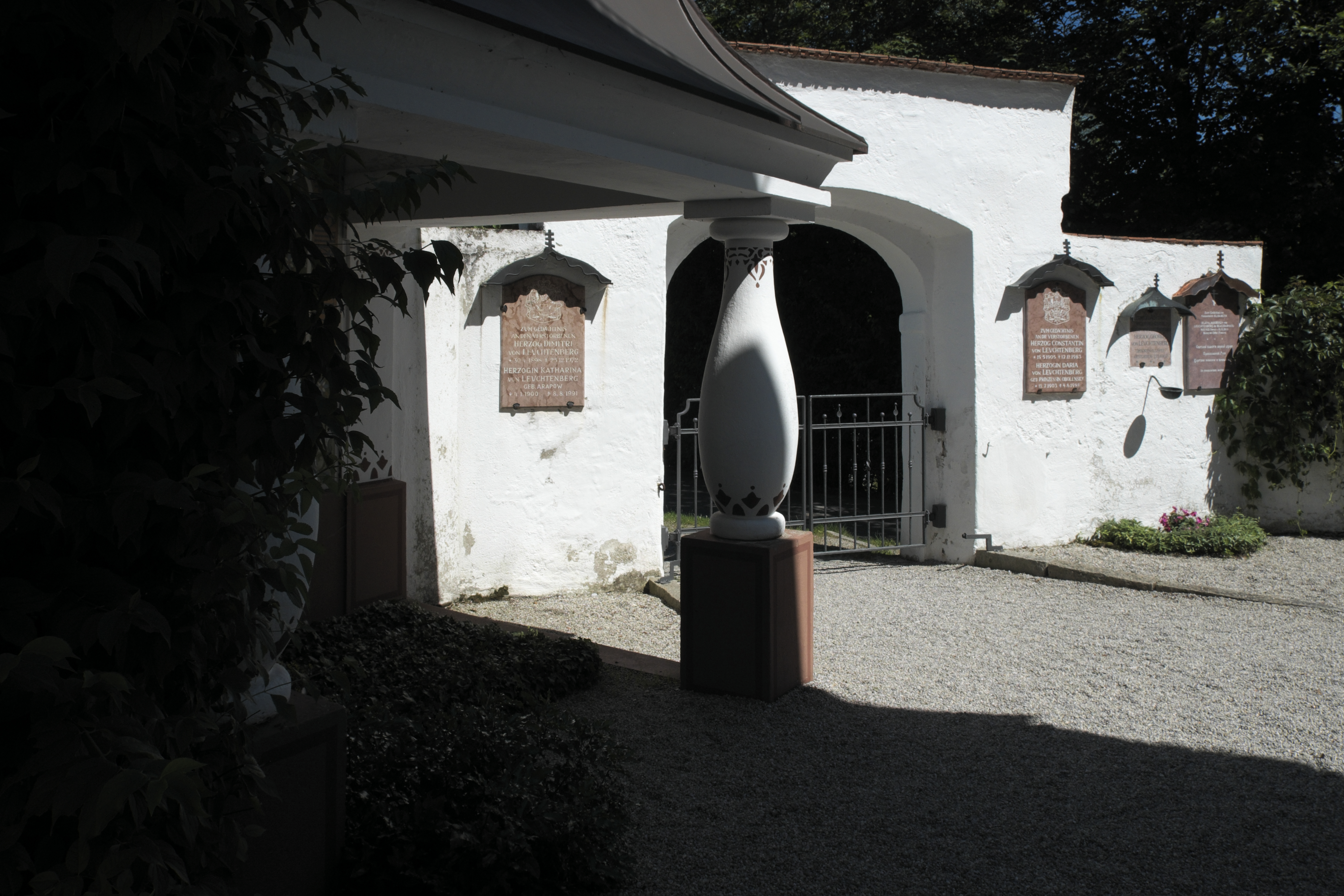
Le mémorial des Leuchtenberg, au cimetière de Seeon.

Georges de Leuchtenberg termine ses jours relativement désargenté et, lorsque son fils Constantin entreprend des études d'ingénieur minier à l'Université de Fribourg, c'est une bourse autrefois mise en place par son grand-père Nicolas qui lui permet de poursuivre son travail.
En 1927, Georges accueille, à Seeon, Franziska Schanzkowska (plus connue sous le nom d'Anna Anderson), qui se fait passer pour la grande-duchesse Anastasia Nikolaïevna de Russie, fille du tsar Nicolas II. Ambivalent face à cette personnalité intrigante, le prince l'héberge jusqu'à son départ pour les États-Unis,,.
Georges meurt en 1929, la veille du mariage de son troisième fils, Constantin, avec Daria Alexeïevna Obolensky. Ses funérailles sont conduites par le métropolite Tikhon de Berlin (ru). Ses restes reposent au cimetière de Seeon.

## Dans la culture
Les rôles de Georges et de son épouse sont interprétés respectivement par les acteurs Otto Graf et Franziska Kinz dans le film allemand Anastasia, la dernière fille du tsar (1956).